# Laura Ponte
Laura Ponte Martínez (Vigo, Pontevedra, 9 de septiembre de 1973) es una exmodelo española.

## Biografía
Es hija de José Manuel Ponte Mittelbrunn (1942), licenciado en Derecho, y Marcela Aurina Martínez Zapico.
Estudió Ciencias Políticas en Londres y poco después ganó el prestigioso premio Look of the year organizado por la agencia Elite, lo que supuso el inicio de su carrera como modelo. Trabajó para algunos de los mejores diseñadores del mundo, como Valentino, Ralph Lauren, Hugo Boss o Christian Lacroix, y colaboró con destacados fotógrafos Steven Meisel, Richard Avedon o Mario Testino.
En 1996, un estudio de la revista Harper's Bazaar la situó como la tercera modelo mejor pagada del mundo y en 1998 fue nombrada embajadora de la moda gallega.
Tras abandonar las pasarelas, siguió relacionada con el mundo de la moda. Fue imagen de conocidas marcas como Amichi y Cortefiel y colaboró con algunas revistas del sector en España, como Telva o Elle.

## Vida personal
En Real Sitio de San Ildefonso (Segovia), el 18 de septiembre de 2004 contrajo matrimonio con Luis Beltrán Alfonso Gómez-Acebo y Borbón, sobrino del rey Juan Carlos I, convirtiéndose desde entonces en una habitual en las páginas de las revistas de la prensa rosa. Tuvo un hijo, Luis Felipe Gómez-Acebo y Ponte (Madrid, 1 de julio de 2005), y una hija, Laura Gómez-Acebo y Ponte (Madrid, 1 de julio de 2006). El matrimonio se divorció en 2011.